# Faces of Death III
Faces of Death III es la tercera secuela de la película Mondo de 1978, Faces of Death, una vez más, John Alan Schwartz dirige (otra vez como "Conan le Cilaire") y coescribe (como "Alan Negro"), junto con la coescritora Verónica Lakewood. Michael Carr retrata el Dr. Francisco B. Gross.
Esta tercera entrega se centra en gran medida de los asesinos en serie, con largos recreaciones de las investigaciones policiales de los cuerpos que se encuentran en un contenedor de basura, y, una secuencia de corte en escena con Schwartz, de nuevo haciendo un cameo como el asesino en serie a juicio por violar y asesinar a una niña supuestamente capturado en video. Schwartz ha identificado la chica supuestamente muertos en el video como su entonces novia, que según él era un participante dispuesto.
Un puente hasta la mitad de suicidio se muestra en la película es interpretado por James B. Schwartz, el hermano de John Alan Schwartz. James B. Schwartz, más tarde se haría cargo de tareas como narrador en las siguientes películas de esta serie.
La película fue mencionado en la "Jaws Wired Shut" episodio de Los Simpson. Un signo puede ser visto fuera del Derby de Demolición con la leyenda "Demolition Derby" y una línea por debajo de él diciendo: "Como se ve en Faces of death 3".

## Secuelas
- The Worst of Faces of Death (1987)

- Faces of Death IV (1990)

- Faces of Death V (1995)

- Faces of Death VI (1996)

- Faces of Death: Fact or Fiction? (1999)

- Mockumentary